# 契約

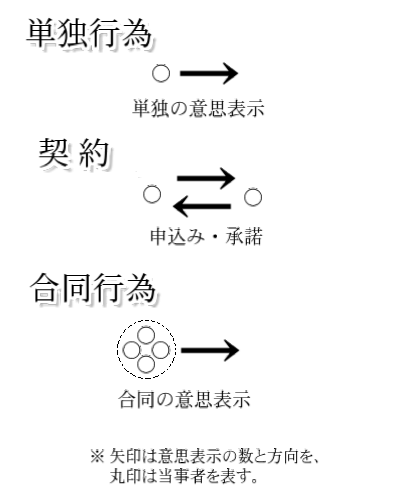
法律行為の三態様

契約（けいやく、羅: pactum, 仏: contrat, 英: contract）とは、複数の者の合意によって当事者間に法律上の権利義務を発生させる制度で、合意のうち法的な拘束力を持つことを期待して行われるもののこと。贈与・売買・交換・賃貸・請負・雇用・委任・寄託など、「誰が誰のために、何を幾らでどのようにする。不履行となった場合はどのようにする」のかを定めるものが多い。

## 私法上の契約
大陸法の国であるドイツや日本では、私法上の契約とは、相対立する意思表示の合致によって成立する法律行為をいう。一方、英米法の契約の概念については、大陸法における契約の概念と多少異なる特徴を有し、後述のように例えば英米契約法では約因（consideration）または捺印証書（deed）が契約の有効性の要件となっていることなどの特徴がある。

### 契約の機能
人間は集団社会を形成する生き物であり、歴史の中で人間関係においては合意はもっとも尊重されなければならないとする契約遵守の原則が確立されてきた。
例えば古くから商品取引は売買契約によって行われてきたが、近代社会では本来取引的でない活動も契約によって行われている。契約の拘束力は前近代の社会から認められてきたが、それは身分的覊束関係と密接に結びついたものであった。しかし、近代社会においては、人間は自由で平等な法的主体であり、その自由な意思に基づいてのみ権利の取得と義務の負担が認められるべきであると考えられるようになった。例えば商品を生産する労働過程は中世までは親方と徒弟という身分関係であったが、近代以降は労働者が使用者に労働力を提供して対価として賃金が支払われる一種の取引関係になっている。また、土地の利用にもかつては領主と領民という身分関係があり、領主は領民を保護する代わりに領民から年貢を取り立てていた。しかし、近代社会では地主が農民に土地を貸し、農民が対価として賃料を支払う一種の取引関係になっている。生活全般が契約によって行われているのが近代社会の特徴であり、それは中世に身分制度で規律されていた領域にも及んでいる。これを表現する語として、イギリスの法制史家であるメーン（Maine）の「身分から契約へ」がある。
その社会的背景としては、中世まで自給自足的経済だったものが、近代に入って資本主義の成立によって経済的な自由主義が発達したことがある。資本主義経済の下での社会は、貨幣経済が高度に発達し、商品流通過程においては売買契約、資本生産過程においては雇用契約（労働契約）の二つの契約が中核をなし、このほか他人の所有する不動産を生産手段として利用するための賃貸借契約、資本調達のための金銭消費貸借契約などが重要な機能を果たしている。
また、精神的背景としては、権威主義的な発想から、自分の意思に従って自由に権利や義務を発生させることができるというルネサンス以降の合理主義（近代自然法学）への転換がある。ただ、近代以後、自由な意思に基づいて締結されている以上は、人と人との合意はいかなる内容であっても絶対的なものであるとの契約至上主義がみられるようになったが、一方で契約当事者が対等な地位でない場合については不合理な内容の契約が締結されるといった点が問題化し、現代では著しく社会的妥当性・合理性を失する契約は公序良俗違反あるいは強行法規違反として拘束力が否定されたり、事情変更の原則などによって是正を受けるに至っている。

### 契約自由の原則

#### 意義
契約自由の原則とは、私的生活関係は自由で独立した法的主体である個人によって形成されるべきであり、国家が干渉すべきではなく個人の意思を尊重させるべきであるという私的自治の原則から派生する原則をいう。この原則は、「レッセ・フェール」の思想の法的な表れとして意味をもつとされる。
なお、契約法の規定は基本的には契約自由の原則が妥当することから、原則的に強行法規ではなく任意法規とされる。

#### 内容
- 契約締結の自由

契約を締結するか否かを選択する自由であり、契約締結の自由は申込みの自由と承諾の自由に分けられる。
- 相手方選択の自由

契約の相手方を選択する自由である。
- 契約内容決定の自由

どのような内容の契約を締結してもよいという自由である。
- 契約方式の自由

どのような方式で契約を締結してもよいという自由である。欧州においては中世まで方式主義が支配していたものの、商品交換経済の発達とともに17世紀には方式の自由が確立されたという。

#### 修正
資本主義の発展とともに社会的な格差が大きくなると、国家によって契約自由の原則の修正が図られるようになった。
- 契約締結の自由の制限
公共的事業や独占的事業などにおいては契約締結の自由が制限される（締約強制・締結強制・契約強制）[17][18]。締結の自由には種々の制限があり[19]、日本法における契約締結の自由の制限は次のようなものがある。
  - 承諾の制限
    - 公法的制限

電気・ガス等の事業者には供給義務（電気事業法18条、ガス事業法16条、熱供給事業法13条、石油パイプライン事業法22条）、道路運送や海上運送の事業者には引受義務が定められており（道路運送法13条、海上運送法12条）、いずれも承諾の自由が制限されている。
    - 公共的制限

公証人は正当の理由がなければ嘱託を拒否できない（公証人法18条）。
    - 公益的制限

医師・歯科医師などには応召義務がある（医師法19条、歯科医師法19条、薬剤師法21条、保健師助産師看護師法39条）
    - 私法的制限

借地借家法や農地法などでは賃貸借契約の更新拒絶・解約が制限されている[19]。
  - 申込みの制限

契約の相手方として特定の者を排斥することが許されない場合（労働組合から脱退することを雇用条件とすることを不当労働行為として禁じた労働組合法7条1項など）と契約の相手方として特定の者のみが許される場合がある（労働組合法7条1項のクローズド・ショップなど）[20]。

なお、契約締結の自由の制限は必然的に相手方選択の自由の制限を伴うことになる。
- 相手方の選択自由の制限

採用において労働組合の組合員であることを要件とする労働組合法のクローズド・ショップ（労働組合法7条1項）などがこれにあたる。
- 契約内容決定の自由の制限
契約内容決定の自由の制限としては、次のようなものがある。
  - 付合契約

付合契約（付従契約）とは、電気・ガスの供給契約、保険契約や預金契約のように、契約当事者の一方によってあらかじめ作成した約款を用い、他方はそれ以外に契約内容を選択する自由をもたず締結される契約である。現代では契約当事者のうち経済的に優位に立つ側が一方的に契約条項を作成する付合契約が発達している[21]。
  - 経済的弱者の保護

労働法・経済法・社会法の分野では契約内容決定の自由は制限されており[17]、雇用契約や不動産賃貸借契約などに関する規定は、労働法の各法、借地借家法や農地法などの特別法により強行法規化している[12]。
また、消費者保護の観点から契約内容の自由が制限されている場合がある[17]。 日本法では、消費者保護基本法、食品衛生法、医薬品医療機器等法、消費生活用製品安全法、不正競争防止法、特定商取引法、製造物責任法などによるものである。

- 契約方式の自由の制限
契約方式の自由にも制限がある。例えば、贈与契約は日本法では諾成契約であるが、諸外国では要式契約とされることが多く、ドイツ民法やフランス民法では公正証書が必要とされる[22]。日本法でも、農地又は採草放牧地の賃貸借契約については書面によらねばならないとされている（農地法21条）など、一定の方式を要する契約が存在し、また、大量化・複雑化する商取引においては取引関係を明確化・迅速化するため商法上に例外が設けられている[23][17]。
要物契約は物の引渡しを要する契約で合意だけでは成立しない点で、契約方式の自由を制限するものとなるが、これらの契約が要物契約とされるのは沿革上の理由による[24]。日本の民法では587条による消費貸借が要物契約である（ただし2017年の改正民法（2020年4月1日施行予定）で587条の2が新設され、書面による消費貸借の場合は物の交付は不要とされた）[25]。スイス民法では現実贈与のみ要物契約としている[26]。

### 契約の種類

#### 典型契約・非典型契約
典型契約
民法典の規定する契約類型を典型契約という。日本法においては、贈与、売買、交換、消費貸借、使用貸借、賃貸借、雇用（雇傭）、請負、委任、寄託、組合、終身定期金、和解の13種類の契約をいう。有名契約ともいう。典型契約は広義には商法典の規定する契約類型、すなわち日本法においては、商法第2編商行為に規定する9種類の契約である商事売買（売買）、交互計算、匿名組合、仲立営業、問屋営業、運送取扱営業、運送営業、商事寄託（寄託）、保険をも含む。典型契約については民法と商法で二元的に定める法制（フランス民法やドイツ民法）と、まとめて一元的に定める法制（スイス民法）とがあるが、日本では前者の法制をとる。
古代ローマ法では、売買、賃貸借、委任、組合の4種のみが典型契約とされていた。しかし中世に入ると取引の複雑化により典型契約の数は増えた。
典型契約の種類は各国ごとに異なっており、例えばフランス民法は典型契約として売買、交換、賃貸借、会社、貸借、寄託、係争物寄託、射倖契約、委託、保証、和解の11種類を規定する。
契約自由の原則により基本的に契約の内容や効果は当事者間で自由に定めうるにもかかわらず、法律で典型契約を規定する意味は、同時代の社会においては契約類型がほぼ一定しており、また、当事者意思が不明確な場合に契約解釈の標準とするためである。
非典型契約
具体的な契約について、全体的にも部分的にも契約の定型（典型契約）に適合しない契約を非典型契約という。日本では、出版契約などがこれにあたる。無名契約ともいう。
中世には典型契約は「衣をまとった合意」と呼ばれたのに対し、典型契約に該当しない契約は「裸の合意」といわれ法的効力が認められなかった。近代になって人間は自分の意思に従って自由に権利や義務を発生させることができると考えられるようになったことで無名契約にも法的効力が認められるようになった。
混合契約
具体的契約について、それに含まれる要素を個別的にみると契約の定型（典型契約）に属しているとみられるものの、全体的にみるとそれが相互に結びついており当事者が一体的なものとしてみている契約。混合典型契約、混成契約ともいう。製造物供給契約がこれにあたる（請負と売買の混合契約）。なお、契約自由の原則から、基本的には契約の内容や効果は当事者間で自由に定めうるとされ、混合契約についても当事者の真意や慣行を考慮して合理的な解釈を行うべきで典型契約の規定を機械的に適用すべきでないとされる。

#### 双務契約・片務契約
双務契約
契約当事者双方が対価的性質を有する債務を負っている契約。売買契約を例にとると、売主は買主に対して財産権を移転する義務（債務）があり、買主は売主に対してその代金を支払う義務（債務）がある。よって売主と買主の双方がお互いに債務を負っている（債権を有している）ため、売買契約は双務契約であるといえる。債務が対価的性質を有するか否かは客観ではなく当事者の主観により定まる。日本民法の典型契約の中では、売買、交換、賃貸借、雇用、請負、組合、和解の7種は常に双務契約とされる。双務契約には存続の牽連性や消滅の牽連性といった特殊の効力がある。
片務契約
契約当事者の一方のみが対価的性質を有する債務を負っている契約。贈与、消費貸借、使用貸借の3種が常に片務契約とされる。このうち贈与には負担付贈与も含まれる（負担付贈与における負担は従的な関係のものであり、対等な関係に立つ反対給付とはいえず片務契約とされる）。
委任、寄託、終身定期金の3種は双務である場合と片務である場合とがある。
なお、英米法では捺印証書または約因（対価）が契約の有効要件になっているので、例えば日本法における単なる贈与契約にあたる契約は捺印証書によらない限り英米法上の契約としては有効にならない。

#### 有償契約・無償契約
有償契約
契約の全ての過程において対価的な性質をもつ出捐（経済的損失）があると認められる契約。日本民法の典型契約の中では、売買、交換、賃貸借、雇用、請負、組合、和解の7種は常に有償契約とされる。消費貸借、委任、寄託、終身定期金の4種は有償である場合と無償である場合とがある。有償契約には原則として売買契約の規定が準用される（民法559条）。
無償契約
対価的な性質をもつ出捐（経済的損失）が存在しない契約。日本民法の典型契約の中では、贈与と使用貸借の2種が常に無償契約とされる。消費貸借、委任、寄託、終身定期金の4種は有償である場合と無償である場合とがある。双務契約の多くは有償契約であり、片務契約の多くは無償契約であるが、例外的に利息付消費貸借契約は片務有償契約である。なお、双務契約と片務契約の分類はローマ法に由来する。
無償契約は有償契約に比べて注意義務が軽減される場合が多く、目的である物や権利に関する責任も限定される（民法551条1項、民法590条2項、民法596条）。なお、負担付贈与契約については、その負担の限度で実質的には有償契約としての性質が認められるため、その限度において担保責任を負う（民法551条2項）。

#### 諾成契約・要物契約
諾成契約
当事者の合意だけで、契約目的物の交付を必要とせず成立する契約。近代法においては、契約自由の原則の方式の自由から、契約は原則として当事者の合意のみで成立する諾成契約が原則とされ、日本民法もこれに倣う。また、ヨーロッパ契約法原則第2-101には、「契約は、書面によって締結され又は証明されることを要さず、形式に関するその他のいかなる条件に従うことも要さない」として、諾成主義の原則が規定されている。
要物契約
当事者の合意だけでなく目的物の交付とによって成立する契約。践成契約あるいは実践契約ともいう。要物契約の存在は歴史的経緯による。
日本の民法では587条による消費貸借が要物契約である（ただし2017年の改正民法（2020年4月1日施行予定）で587条の2が新設され、書面による消費貸借の場合は物の交付は不要とされた）。フランス民法やオランダ民法でも、消費貸借契約が要物契約として規定されている（フランス民法1892条、オランダ民法7A編1791条）。ドイツ民法では、かつては消費貸借契約が要物契約として規定されていたが、2001年の改正により諾成契約とされた。日本では2017年の改正民法で典型契約の使用貸借や寄託が諾成契約となり、代物弁済契約も諾成契約となった（2020年4月1日施行予定）。

#### 要式契約・不要式契約
要式契約とは契約の成立に一定の方式を必要とする契約、不要式契約とは契約の成立に何らの方式をも必要としない契約をいう。財産行為における契約においては、契約自由の原則（具体的には契約の方式の自由）が強く妥当するので、要式性が要求される契約は一定の場合に限定されることとなる。したがって、ほとんどの財産行為の契約は不要式契約である。これに対し、身分行為においては当事者の慎重な考慮とその意思の明確化、さらに第三者に対する公示などが必要とされるので、そのほとんどが要式契約である（婚姻や養子縁組などは届出を要する典型的な要式契約である）。
日本民法は保証人の意思を慎重かつ明確なものにするという観点から保証契約につき要式契約としている（保証契約については平成16年民法改正により446条2項で要式契約とされることになった）。また、ドイツ法では、不動産物権変動の成立要件として登記を要求している（ドイツ民法873条1項）。フランス法では、贈与、抵当権設定、建築予定の不動産の売買等につき、公証人による公署証書の作成を要する。
後述するように米国では種々の契約で書面によって契約を行うことが要求されている。

#### 一回的契約・継続的契約
一回的契約とは売買契約など一回の給付をもって終了する契約、継続的契約とは賃貸借など契約関係が継続する契約をいう。一回的契約の解除では契約の効力は遡及的に消滅するのに対し、継続的契約においては契約の効力は将来に向かってのみ消滅するという点で両者には違いがある（このほか継続的契約の解除においては信頼関係破壊による解除が認められる。信頼関係破壊の法理を参照）。

#### 有因契約・無因契約
債務の成立において、その原因事実と結びついている契約で、原因事実が不存在・不成立の場合には債権が無効となる契約を有因契約という。反対に原因事実が不存在・不成立の場合にも債権については無効とはならない契約を無因契約というが、日本の民法上の典型契約はすべて有因契約である（ただし、契約自由の原則から無因契約を締結することは可能とされる）。

#### 主たる契約・従たる契約
複数の契約間に主従関係が認められる場合であり、金銭消費貸借契約を主たる契約とすると、その保証契約や利息契約を従たる契約という。

### 契約の成立
契約は当事者の申込みと承諾の合致によって成立し、これが基本的な契約の成立形態である。契約の成立には客観的合致（申込みと承諾の内容の客観的一致）と主観的合致（当事者間での契約を成立させる意図）が必要となる。

#### 申込みと承諾の合致
契約は、当事者間の申込みと承諾という二つの意思表示の合致によって成立する。例えば、売り手が買い手に対して「これを売ります」と言うのに対して買い手が「では、それを買います」と言えば両者の間で売買契約が成立する。
日本法においてはこのように意思表示だけで契約が成立する諾成主義が原則である。これに対し、契約成立のためには一定の方式をふまなければならないという考え方ないし規範を要式主義という（例えば、保証契約は契約書がなければ成立しない、など）。
英米契約法でも契約の成立は申込みと承諾を基本にしているが、後述の捺印証書（deed）または約因（consideration）がなければ契約は有効（enforceable）とならない。

##### 申込み
- 申込みの意義
申込みとは、承諾があれば契約を成立させることを内容とする意思表示をいう[54][55]。申込みと区別される概念に申込みの誘引があり、他人に対して申込みを促すための行為をいう[56][54]。交通機関の時刻表の掲示（旅客運送契約）、商品目録や商品見本の送付（売買契約等）などがこれにあたる[57]。
- 申込みの到達時期
日本法では申込みの意思表示の効力は、意思表示の到達主義の原則により、その通知が相手方に到達した時からその効力を生ずる（97条1項）。通知の到達前までは意思表示の効力が生じていないので、申込みは依然として撤回可能である[58]。
- 申込みの形式的効力（拘束力）
申込みの形式的効力（消極的効力、拘束力）とは、一定期間申込みの効力は継続し撤回しえないことをいう[59]。申込みの拘束力は、ローマ法、フランス法、イギリス法では原則として認められていない（相手方の承諾があるまでは自由に撤回できる）のに対し、ドイツ民法、スイス債務法、日本民法はこれを認める[60]。申込みの拘束力が消滅した場合、申込者は申込みの意思表示を自由に撤回して申込みの効力を消滅させることができる（撤回により承諾適格も消滅し契約は不成立となる）[61]。
英米法では一定期間申込みを撤回しないと約束した確定的な申込みをfirm offerという[49]。英国法では原則として契約の申込みに拘束力が認められていないが、それはこのような約束にも約因を要するとされているためで、相手方になる者が対価を支払っているなど約因がない限り申込みにも拘束力は認められない[49]。しかし、これでは不便なので米国法では統一商事法典で一定の期限付きで一定期間申込みを撤回しないという約束の効力を認めている[49]（詳細は後述）。
なお、日本では不特定多数の者に対する申込みについては懸賞広告の規定を準用すべきと解されており、原則としていつでも撤回しうるが、指定行為について期間を定めたときは取消権を放棄したものとの推定を受ける（530条）[62]。
- 申込みの実質的効力（承諾適格）
申込みの実質的効力（積極的効力、承諾適格）とは、承諾があれば直ちに契約を成立しうる法律上の可能性をいう[63]。申込みの形式的効力（拘束力）の失効は申込者が申込みの意思表示を撤回しうる状態となるにとどまり、申込者が撤回しない限りは申込みの実質的効力（承諾適格）は失われないので相手方はなお承諾しうる[64][65]。
例えば、承諾期間の定めのない申込みの承諾適格についてドイツ民法は相当期間の経過によって効力を失うものと規定する（ドイツ民法146条）。

##### 承諾
- 承諾の意義
承諾とは、申込みと合わせて契約を成立させることを内容とする意思表示をいう[66][55]。
- 承諾の効力発生時期
イギリス法では承諾の発信時に契約が成立する発信主義、ドイツ法では承諾の到達時に契約が成立する到達主義がとられている[67]。
日本の民法では2017年の改正民法により申込者に承諾の意思表示が到達した時に効力を生じ契約は成立することとなった[67]。改正前は承諾の意思表示について発信主義がとられていた（旧526条1項）。

#### 交叉申込と意思実現
変則的な契約の成立形態として交叉申込と意思実現がある。
交叉申込
交叉申込とは契約の当事者が偶然に相互に内容の合致する申込みをなすことをいい、この場合にも当事者間の意思表示の合致が認められるから契約が成立する。
意思実現
意思実現とは申込者の意思表示又は取引上の慣習により承諾の通知を必要としない場合には、契約は、承諾の意思表示と認めるべき事実があった時に成立することをいう（526条2項）。意思の実現ともいう。

#### 契約締結上の過失
一方当事者の契約締結過程での過失によって、相手方の損害を被ったときは信頼利益の範囲で損害賠償責任を負う（契約締結上の過失という）。

### 契約の効力

#### 契約の有効性
契約が効力を生じるためには、その前提として契約が有効でなければならない。契約が有効とされるためには、（1）確定可能性（内容がある程度具体的に特定できること)、（2）実現可能性(契約締結時に実現可能な内容であること）、（3）適法性を要する。適法性から社会的妥当性を分けて4つを有効性の要件と分析される場合もある。
契約は、公序良俗に反する場合（90条）や、強行法規に反する場合（91条）、無効となる。契約を構成する申込み又は承諾が無効である場合（93条ただし書など）も、「その契約は無効である」と表現される。同様に、契約を構成する申込み又は承諾が取り消された場合（96条1項など）にも、「その契約は取り消された」と表現される。意思表示の有効性と契約の有効性を区別する意味がないため、このような用語法の混乱が生じている。

#### 契約の当事者間効力

##### 契約の一般的効力
契約が有効に成立すると、当事者はこれに拘束され、契約を守る義務が生じる。契約の当事者は、契約によって発生した債権を行使し、債務を履行する。民法などの規定と異なる契約をした場合でも、その規定が任意規定である限り、契約の内容が優先する。「契約は当事者間の法となる」といわれるゆえんである。
契約により生じた債務を、債務者が任意に履行しない（債務不履行）ときは、債権者は、訴訟手続・強制執行手続を踏むことによって、債務者に対し強制的に債務の内容の実現を求めることができる（強制履行、現実的履行の強制）。また、債務不履行が発生した場合、債権者は、契約の解除をしたり、債務者に対し損害賠償請求をすることができる。

##### 双務契約特有の効力
日本民法には契約の効力という款がおかれているが、実際上「契約の効力」の問題とされる事柄はつまるところ「債権の効力」の問題なのであって、債権総則の章において規定されている。そして、債権総則では包含しきれないような契約関係（特に双務契約）独自の規定を契約の効力の款においている。
- 履行上の牽連性 - 同時履行の抗弁権（533条）
- 存続上の牽連性 - 危険負担（534条）

#### 契約の対第三者効力
近代法においては、本来、契約によって権利義務を取得するのは契約当事者のみであり、それ以外の者には利益・不利益をもたらすことはできないと考えられていた（契約の相対性の原則と呼ばれる）。しかし、取引関係の複雑化に伴って、契約により当事者の一方が第三者に対してある給付をすることを約する契約が締結されるようになり、このような契約は第三者のためにする契約（537条）と呼ばれる（詳細については第三者のためにする契約を参照）。
第三者のためにする契約は、当事者の一方が第三者に対して給付を行うことを約するものであり、それぞれ独自の主体的立場の異なる三人の当事者の間で成立する三面契約とは異なる。また、第三者のためにする契約では要約者に権利義務が帰属した上で一部の権利のみが受益者に帰属することになる点で、権利義務の一切が本人に直接帰属する代理とは異なる。沿革的にはローマ法は他人のための契約締結を許さなかったが、フランス民法がローマ法を受けて原則としてこのような契約の締結を認めなかった（例外的に自己の他人に対する贈与の条件としてのみ可とする）のに対し、ドイツ法やスイス法はこのような契約の締結を認める法制をとった。

### 契約の終了

#### 契約の終了原因
契約の終了原因としては、単発的契約の場合には履行（弁済）、期間の定めのある継続的契約の場合には期間満了（更新が続いている場合には更新拒絶）、期間の定めのない継続的契約の場合には解約申入れがある。また、契約一般の終了原因として解除や合意解除がある（なお、合意解除はそれ自体が独立した一つの契約であり解除権の行使とは異なる）。

#### 契約の解除
契約は解除することによって終了することができるが、契約が解除される場合には大きく分けて二つある。
一つは当事者の片方が一方的に契約を解除する場合であり、通常「解除」といえばこちらを指す。このとき、解除契約を一方的に解除する権限（解除権）が法律の規定によって一定条件（例えば債務不履行など）のもと発生するものを法定解除権といい、契約などで定めた条件に従って発生するものを約定解除権という。
上記の意味の解除については、講学上、遡及効を有するものを「解除」、有さないものを「解約（告知）」と分類することがあるが、民法の法文上はともに「解除」である。
もう一つの解除は、契約の当事者で話し合って契約をなかったことにする合意解除である。合意解除も「契約をなかったことにする契約」という一つの契約である。

#### 契約の余後効
信義則上、契約関係に立った当事者は、契約の終了後によっても権利義務関係は当然には終了せず相手方に不利益をこうむらせることの無いようにする義務を負う。これは契約の余後効と呼ばれており、ドイツ法に由来する概念である。これを実定法化したものとして日本法では民法654条（委任の終了後の処分）や商法16条（競業避止義務）などがある。

### 大陸法における契約
狭義には、義務（債務）の発生を目的とする合意（債権契約:英contract、仏contrat）のみを指し、広義には（義務の発生以外の）権利の変動（物権変動又は準物権変動）を目的とする合意（物権契約及び準物権契約）を含み（仏:convention）、さらには婚姻や養子縁組といった身分関係の設定や変更を目的とする合意（身分契約）をも含む。異なる利益状況にある者が相互の利益を図る目的で一定の給付をする合意をした場合にそれを法的な強制力により保護するための制度である。
「契約」は狭義には債権契約のみを指し、広義には物権契約及び準物権契約を含むが、ドイツ民法やフランス民法が一般に広義の意味の契約を指しているのに対し、日本民法の「契約」は一般には狭義の意味で用いられている。債権契約とは、一定の債権関係の発生を目的として複数の当事者の合意によって成立する法律行為を意味する。
日本法においても民法の契約に関する規定は物権契約・準物権契約に準用すべきとされる。

### 英米法における契約
英米法においては、契約（Contract）とは2名以上の当事者間で結ばれた法律上強制力のある合意を意味する。大陸法と英米法を比較すると、破産法などの法分野に比べると、契約法の法分野は非常に似通っている。例えば、契約の成立は申込みと承諾を基本にしている。また、原則として承諾は申込みを変更してはならず、申込みを変更したり、申込みに条件などを付加したときは新たな申込みとして扱われる。一方、捺印証書（deed）または約因（consideration）がなければ契約は有効（enforceable）とならないといった特色もある。

#### コンシダレイション（Consideration）法理
コモン・ローにおいては、契約（Contract）が成立するためには、捺印証書（deed）という厳格な書面によって作成されているか、内容の約束がコンシダレイション（Consideration）法理により支えられている必要がある。コンシダレイションとは「契約の一方当事者がその約束と交換に、相手方当事者から受け取る利益もしくは不利益」のことで道徳や正義ともイギリス人の慣行とも無関係である。considerationは日本語では「約因」と訳されている。

#### 契約の成立要件
契約の成立要件は申込（Offer）、承諾（Agreement）、約因（Consideration）、契約能力（Capacity）、合法性（Legitimacy）の5つであり、原則として約因を必要とするのが大陸法諸国との大きな相違点である。さらに、一定の契約は詐欺防止法の規定に従い書面により作成されなければならない。

#### 捺印証書と約因
英米契約法では契約には捺印証書（deed）または約因（consideration）がなければ有効（enforceable）とならない。
捺印証書（deed）
捺印証書（deed）は印（seal）を押した形式のものをいう。
約因（Consideration）
約因は契約当事者間に生じる対価をいう。約因（Consideration）は当事者間の交換取引の存在を裏付けるものを意味し英米法上の契約の最大の特色とされる。
英米法上の契約は約因すなわち交換取引の存在（コンシダレイション）を前提としており、例えば片務的で交換取引が存在しない日本法における単なる贈与契約は捺印証書によらない限り英米法上の契約にはあてはまらない。そのため、エクイティによる救済手段は得られない（エクイティ上の法律効果は有効でない）とされている。

#### 英米法における契約の申込み
申込者が自ら行った申込みを撤回できないという効力を申込みの拘束力というが、イギリスでは申込みの拘束力を原則として認めていない。
英米法では一定期間申込みを撤回しないと約束した確定的な申込みをfirm offerという。英国法では原則として契約の申込みに拘束力が認められていないが、これは一定期間申込みを撤回しないという約束にも約因を要すると考えられているためで、相手方になる者が対価を支払っているなど約因がない限り申込みにも拘束力は認められない。約因がなく未だ契約が成立していなければ原則として申込者は申込みを撤回できる。
しかし、これでは不便なので米国法では統一商事法典で3か月の期限付きで一定期間申込みを撤回しないという約束の効力を認めている。3か月を超える確定的な申込み（firm offer）が必要な場合、相手方になる者が申込者に対して対価（通常Option teeという）を支払えば約因を生じ、申込者は申込みに拘束され、3か月を超えて有効な確定的な申込み（firm offer）を取得できる。

#### 英米法における要式契約
米国では種々の契約で書面が必要な要式契約とされている。統一商事法典では500ドル以上の物品売買契約には相手方の署名入りの書面がなければ契約は有効にならないとされている。また、多くの州で、不動産売買契約や保証契約などが書面が必要な要式契約とされている。
多くの契約で書面が必要とされているのは詐欺防止法（statute of frauds）に由来する。
イギリスでは1954年のLaw Reform Actにより多くの契約で書面の要件を撤廃したが、保証契約や不動産売買契約には書面が必要である。

### 国際契約
国際契約に関する条約としては国際物品売買契約に関する国際連合条約（CISG）がある。日本は国際物品売買契約に関する国際連合条約に2008年に加入し、2009年8月1日に発効した。
隔地者間の契約における契約の成立時期につき、国際的には承諾の意思表示が申込者に到達した時点とする到達主義が支配的であり、国際的な取引の場面においては、国際物品売買契約に関する国際連合条約において、国際的な物品売買契約に関する承諾の意思表示は、申込者に到達した時に効力を生ずることが規定され（同条約18条）、承諾の効力が生じた時点で契約が成立するとされている（同条約23条）。

## 公法上の契約

### 行政契約の意義
行政主体（国や地方公共団体がその典型例）が一方当事者として締結する契約のことを特に行政契約（狭義の行政契約）という。また行政主体同士で結ばれる契約も行政契約の一つである。
行政主体が私人との間で結ぶ行政契約の例は多岐に及ぶが、公共施設を借りたり、補助金の交付の際の贈与契約や、公共事業の請負（以上、準備行政型）、水道の給水（以上、給付行政型）、公害防止協定等の協定を結ぶ場合（規制行政型）、国有財産の地方公共団体への売払い（行政主体間型）が挙げられる。
従来、行政が結ぶ契約を「私法上の契約」と「公法上の契約」に峻別してきたが、現在は、行政主体を契約の当事者とする契約をまとめて「行政契約」（行政上の契約）とする。
行政契約も契約の一種だが、行政主体がその当事者であるため特殊な考慮が必要となる場合がある。例えば、本来ならどのような契約を結んでも良いのが原則であるが（契約自由の原則）、法律の優位を全面的に受け、行政主体に権力的権限をあたえるような契約は制限される。さもなければ権力的な行政作用は法律に基づいて行われなければならないとする「法律による行政の原理」が骨抜きにされかねないからである。さらに、合理的理由のない差別的な取扱いについても禁じられると考えられている（平等原則の適用）。また、本来ならば契約を結ぶか否かも自由なはずであるが、水道などの給付契約においては契約を締結する義務が課されている場合もある。
規制行政は行政行為の形式が原則であるが、例外的に契約方式が認められる。公害防止協定の内容について、法律の定めより厳しい規制を行うとともに、立入検査権などを定めている例があるが、刑罰を課すことや強制調査までは認められないとするのが判例である。
行政主体間の契約については、国有財産の地方公共団体への売払いは純然たる民法上の契約であるが、事務の委託は、権限の委任であるため、法律上の根拠が必要である。
行政契約は、住民監査請求（地方自治法242条）・住民訴訟（同242条の2）の対象となる。
判例
- 取立命令に基く取立請求 （最高裁判例 昭和48年12月20日）
- 売却処分無効確認等（最高裁判例 昭和62年05月19日）
普通地方公共団体が随意契約の制限に関する法令に違反して締結した契約は、当該契約を無効としなければ随意契約の締結に制限を加える法令の趣旨を没却する結果となる特段の事情が認められる場合に限り、私法上無効となる。
- 給水契約上の地位確認等 （最高裁判例 平成11年01月21日）
- 損害賠償請求事件 （最高裁判例 平成16年07月13日）

### 地方自治法
契約の締結（234条）
- 一般競争入札
- 指名競争入札
- 随意契約
- せり売り

契約は、一般競争入札を原則とし、指名競争入札、随意契約又はせり売りは、政令で定める場合に該当するときに限る（234条2項）。
判例
- 損害賠償請求事件 （最高裁判例 平成18年10月26日）
  - 村の発注する公共工事の指名競争入札に長年指名を受けて継続的に参加していた建設業者を特定年度以降全く指名せず入札に参加させなかった村の措置につき上記業者が村外業者に当たることを理由に違法とはいえないとした原審の判断に違法があるとした